# Orpensdorf
Orpensdorf gehört zur Ortschaft Gladigau und ist ein Ortsteil der Hansestadt Osterburg (Altmark) im Landkreis Stendal in Sachsen-Anhalt.

## Geographie
Das altmärkische Orpensdorf, ein kurzes Angerdorf mit Kirche, das durch Gutsbildung deformiert wurde, liegt 10 Kilometer westsüdwestlich von Osterburg am Schmersauer Graben, der nach Norden in die Biese strömt.

## Geschichte

### Mittelalter bis Neuzeit
Im Jahre 1345 wurde Orpensdorf urkundlich als villa ermenstorph erwähnt. Im Landbuch der Mark Brandenburg von 1375 wird das Dorf als Orbenstorpp aufgeführt. Er gab 12 Höfe. Weitere Nennungen sind 1517 Orpenstorff, 1687 Orpenstorff und 1804 heißt es Gut und Dorf Orpensdorf.

### Gut

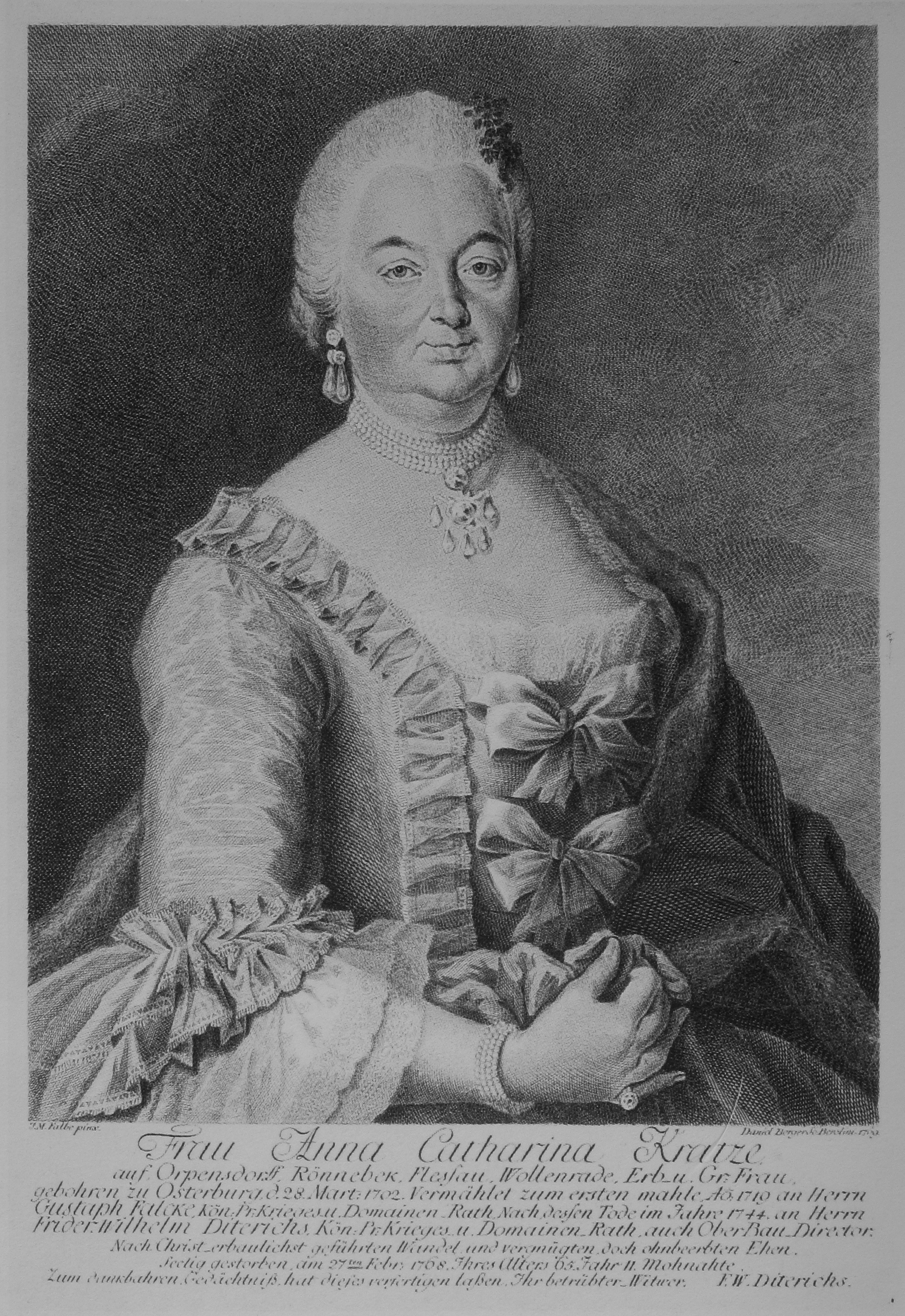
Anna Katharina Diterichs, geb. Kraatz, verw. Falcke; Kupferstich von 1769.

Das Gut gehörte von vor 1345 bis 1694 der Familie von Rönnebeck, 1694 bis 1721 dem Hof- und Grenzrat Berndis.
Seine Blüte erlebte das Gut in Orpensdorf Anfang des 18. Jahrhunderts, was nicht zuletzt den Meliorationsbemühungen des damaligen Gutsherrn, Kriegs- und Domänenrat Gustav Falcke (1693–1743), zuzuschreiben war, der es 1721 übernommen hatte. Dabei ging es insbesondere um die Trockenlegung der alljährlich überschwemmten Landstriche an der Elbe, die der preußische Architekt, Baubeamte und Wasserbauexperte Friedrich Wilhelm Diterichs (1702–1782) in seinem Auftrag ins Werk setzte. Zu Falckes Gutsbesitz gehörten neben Orpensdorf die benachbarten Ortschaften Flessau, Schmersau, Wollenrade sowie Teile von Rönnebeck. Der Gutsherr bekleidete außerdem die Stellung als Obergerichtsrat am Altmärkischen Obergericht in Stendal.
Nach dem Tod Falckes heiratete Diterichs, den schon zu Lebzeiten Falckes gute persönliche Beziehungen mit der Familie verbanden, im Jahr 1744 dessen Witwe Anna Katharina (1702–1767). Der Verstorbene hatte zusammen mit seiner Ehefrau in einem „gegenseitigen Testament“ neben anderen Zuwendungen Geld für den Bau einer Kirche in Orpensdorf nach beider Ableben gestiftet. Diterichs nahm als Nachfolger des Gutsherrn jedoch bereits 1747 den an Stelle der einsturzgefährdeten alten Kirche geplanten Neubau in Angriff und führte ihn innerhalb weniger Monate zu Ende. In zweiter Ehe heiratete Diterichs 1769 Catharina Dorothea Hedwig Louise von Barsewisch (1747/48–1805), die in zweiter Ehe 1789 Ludwig Franz Philipp von Kleist (1748–1809) heiratete. Er heiratete 1806 Dorothea Johanna Friederike von Barsewisch (1784–1855), die in zweiter Ehe Friedrich von Lüderitz ehelichte. Sie erscheint in einer örtlichen Sage.
In den 1930er Jahren konnte Robert Salomon das hoch verschuldete Gut in Orpensdorf auf Rentenbasis erwerben. Die Familie wurde 1945 im Zuge der Bodenreform enteignet. Die Familie konnte das frühere Rittergut ab 1991 schrittweise zurückkaufen. Seit 1992 wird es von der Familie als Landwirtschaftsbetrieb geführt.
An der Straße nach Schmersau standen noch zu Beginn des 20. Jahrhunderts zwei Windmühlen.

### Eingemeindungen
Dorf und Gut gehörten bis 1807 zum Stendalschen Kreis, danach bis 1813 zum Landkanton Osterburg im Königreich Westphalen, ab 1816 kamen beide in den Kreis Osterburg, den späteren Landkreis Osterburg in der preußischen Provinz Sachsen.
Am 17. Oktober 1928 wurde der Gutsbezirk Orpensdorf mit der Landgemeinde Orpensdorf vereinigt.
Am 1. April 1939 erfolgte der Zusammenschluss der Gemeinden Orpensdorf und Schmersau zu einer Gemeinde mit dem Namen Schmersau. Die Gemeinde Schmersau wurde am 1. Februar 1974 aufgelöst und in die Gemeinde Gladigau eingemeindet. So gehörte der Ortsteil Orpensdorf erst zu Schmersau, dann zur ehemals selbstständigen Gemeinde Gladigau und ist nach der Umsetzung des Gebietsänderungsvertrages vom 1. Juli 2009 ein Ortsteil der neuen Hansestadt Osterburg (Altmark).

### Einwohnerentwicklung
| Jahr                     | 1734 | 1772 | 1790 | 1798 | 1801 | 1818 | 1840 | 1864 | 1871 | 1885 | 1892 | 1895 | 1900 | 1905 |
| Dorf/Gemeinde Orpensdorf | 49   | 73   | 36   | 43   | 66   | 70   | 77   | 26   | 17   | 12   | 65   | 51   | 62   | 44   |
| Gut Orpensdorf           |      |      | 22   | 30   |      |      |      | 47   | 70   | 53   |      | 19   |      | 28   |

| Jahr | Einwohner |
| ---- | --------- |
| 1910 | [00]42    |
| 1912 | [0]42     |
| 1925 | 71        |
| 1930 | [0]58     |
| 1936 | [0]78     |
| 2011 | [00]48    |

| Jahr | Einwohner |
| ---- | --------- |
| 2012 | [00]47    |
| 2014 | [00]47    |
| 2018 | [00]43    |
| 2019 | [00]43    |
| 2020 | [00]42    |
| 2021 | [00]41    |

| Jahr | Einwohner |
| ---- | --------- |
| 2022 | [0]41     |
| 2023 | [0]43     |

Quelle, wenn nicht angegeben, bis 1925:

## Religion
Die evangelische Kirchengemeinde Orpensdorf, die früher zur Pfarrei Schmersau gehörte, wird heute betreut vom Pfarrbereich Gladigau des Kirchenkreises Stendal im Bischofssprengel Magdeburg der Evangelischen Kirche in Mitteldeutschland.
Die ältesten überlieferten Kirchenbücher für Orpensdorf stammen aus dem Jahre 1804. Ältere Einträge sind in den Büchern von Schmersau zu finden, die 1642 beginnen.

## Kultur und Sehenswürdigkeiten

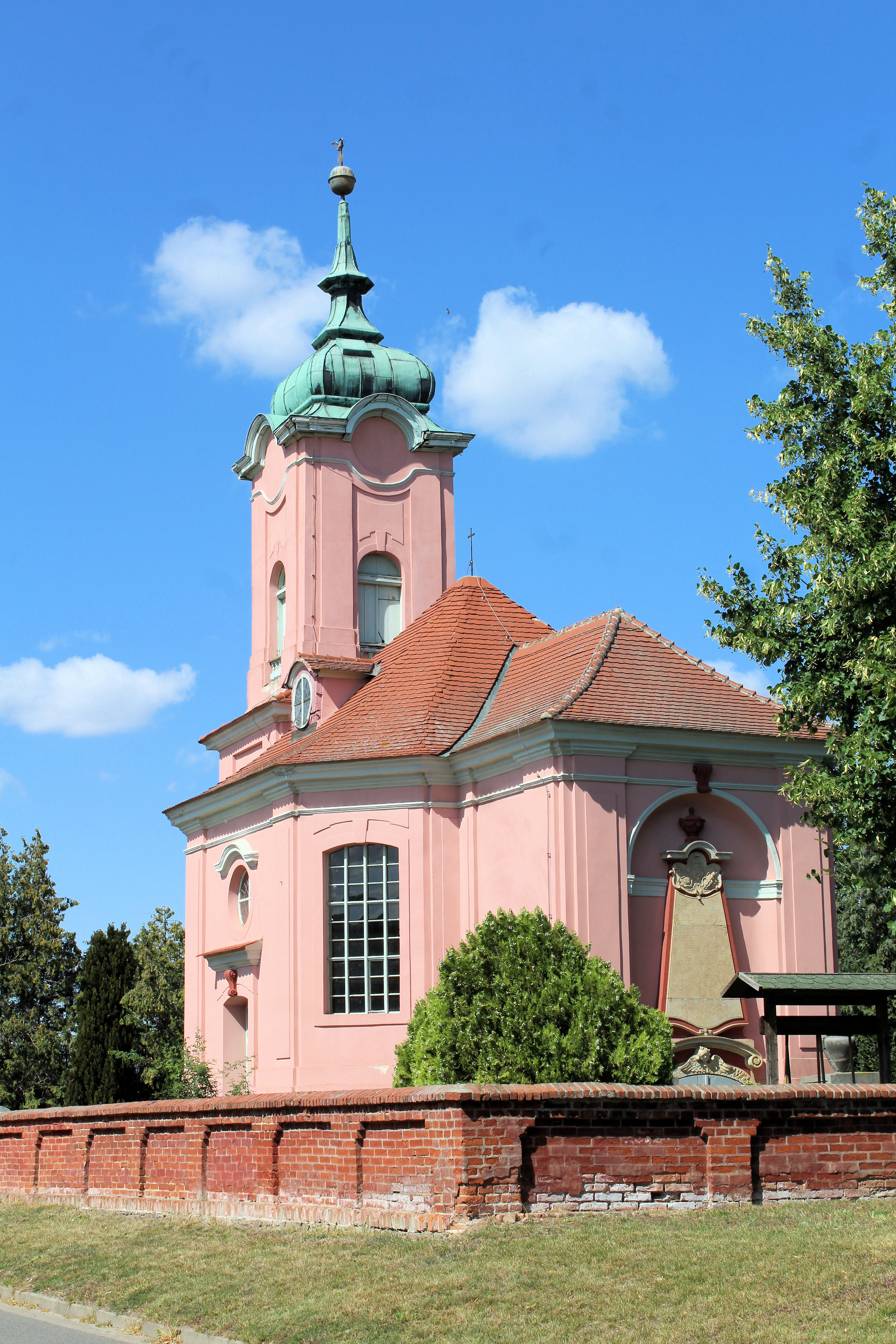
Kirche Orpensdorf

Auf dem Kirchhof befindet sich der Ortsfriedhof.

### Kirche
Der Kirchenbau entstand am westlichen Ende des Dorfes in unmittelbarer Nähe des Gutskomplexes mit dem Gutshaus. Er ähnelt als späteste der von Friedrich Wilhelm Diterichs erbauten Kirchen in vielem der Schlosskirche Buch in Berlin, ist jedoch aufgrund der begrenzten Geldmittel sehr viel schlichter gehalten.
An den Hauptraum der evangelischen Kirche mit ihrem achteckigen Grundriss schließen sich in Ost-West-Richtung gleich lange Gruft- und Turmbauten an, sodass äußerlich der Eindruck einer Langhausanlage entsteht. An dem unter Verwendung klassischer strengerer Architekturformen konsequent durchgestalteten Bauwerk hat Diterichs als Architekt des Barock erkennbar den Weg zum Stil des preußischen Rokoko gefunden, dem er über Jahrzehnte treu blieb.
Diterichs starb 1782 in Orpensdorf und wurde in dem Gewölbe seiner Guts- und Patronatskirche beigesetzt.

## Sagen aus Orpensdorf

### Frau von Kleist zu Orpensdorf
Dorothea Johanna Friederike von Kleist, geborene von Barsewisch, später verheiratet mit einem Herrn von Lüderitz lebt im Volksmund fort als Frau von Kleist, die nachts im alten Gutsgebäude umgeht. Wer ihr begegnet ist, will bemerkt haben, das sie ein langes weißes Gewand an hat und ohne Kopf einhergeht, so berichtete Alfred Pohlmann im Jahre 1901. Er meint, dass die spukende weiße Frau die Göttin Freya darstellt.

### Kopfloses Lamm im Schloss
Im Schloss des Rittergutes spukt ein kopfloses weißes Lamm, dass den Bewohnern des Schlosses öfters zur nächtlichen Stunde zu Gesicht gekommen ist. Es folgt den Schlossgesessenen wie ein Hund auf dem Fuße und tut niemandem etwas zu Leide.
Das Gutshaus wurde 1984 abgerissen.

## Persönlichkeiten
Zu den in Orpensdorf geborenen Altmark-Persönlichkeiten gehört der königlich preußische Generalleutnant und Politiker Hermann von Lüderitz (1814–1889).